# Matthew Abood
Matthew Abood (ur. 28 czerwca 1986 w Sydney), australijski pływak specjalizujący się w stylu dowolnym, medalista igrzysk olimpijskich i mistrzostw świata.
Na mistrzostwach świata w 2011 r. w Szanghaju zdobył złoty medal w sztafecie 4 x 100 m stylem dowolnym.
Podczas igrzysk olimpijskich w Rio de Janeiro w 2016 roku płynął w eliminacjach sztafet kraulowych 4 x 100 m. Zdobył brązowy medal, kiedy reprezentacja Australii w finale zajęła trzecie miejsce. W konkurencji 50 m stylem dowolnym uzyskał czas 22,47 i nie awansował do półfinału, zajmując ostatecznie 33. miejsce.